# 페니언
페니언(영어: Fenian)은 19세기와 20세기 초반에 아일랜드 공화국 (1919년 - 1922년)을 건국하기 위해서 결성된 페니언 형제단과 아일랜드 공화주의 형제단을 포괄적으로 부렀던 용어였다. 페니언은 처음에 아일랜드의 학자 존 오마호니가 1848년 미국에서 창단하였던 공화주의 운동단체의 요원을 가리켰던 말이었다. 켈트족을 연구한 학자였던 오마호니는 미국에서 활동하였던 공화주의 운동을 피어너에서 비롯되었다.